# Hypolimnas nivas
Hypolimnas nivas är en fjärilsart som beskrevs av Hans Fruhstorfer 1912. Hypolimnas nivas ingår i släktet Hypolimnas och familjen praktfjärilar. Inga underarter finns listade i Catalogue of Life.